# Bradysia fimbriata
Bradysia fimbriata är en tvåvingeart som beskrevs av Werner Mohrig 1987. Bradysia fimbriata ingår i släktet Bradysia och familjen sorgmyggor. Inga underarter finns listade i Catalogue of Life.